# Сара, герцогиня Йоркська
Сара Маргарет, герцогиня Йоркська (англ. Sarah Margaret, Duchess of York, до та після шлюбу Фергюсон, англ. Ferguson; 15 жовтня 1959) — британська письменниця, меценатка, громадська діячка, акторка і телеведуча. Колишня дружина принца Ендрю, герцога Йоркського, другого сина Єлизавети II та принца Філіпа, герцога Единбурзького. На 2021 рік її дочки Беатріс і Євгенія дев'ята та десята в порядку успадкування британського престолу. В народі має прізвисько Фергі.

## Шлюб і діти
Сару Фергюсон і принца Ендрю познайомила у 1985 році Діана, принцеса Уельська.
Вони одружилися 23 липня 1986 року у Вестмінстерському абатстві в Лондоні. Після весілля принц Ендрю отримав від Єлизавети II титул герцога Йоркського, а Сара стала герцогинею.
Розлучилися 30 травня 1996 року, мають двох дітей: принцеса Беатріс (8 серпня 1988 року) і принцеса Євгенія Йоркська (23 березня 1990 року).